# Wancennes
Wancennes (en wallon Wancene) est une section de la ville belge de Beauraing située en Wallonie dans la province de Namur.
C'était une commune à part entière avant la fusion des communes de 1977.

## Étymologie
Wahla's-heim: résidence d'étrangers.[réf. nécessaire]

## Histoire
Des fouilles ont révélé l'existence d'une villa romaine du IIIe siècle et un cimetière de la même époque. On y trouve également un cimetière mérovingien du VIIe siècle et une motte seigneuriale du Xe siècle. La paroisse, très ancienne, est dédiée aux saints Gervais et Protais. Le village est considéré comme le plus ancien et donc premier lieu d'habitation des environs (voir panneau indicatif ministériel sur place).

## Évolution démographique
- Source: DGS, 1831 à 1970=recensements population, 1976= habitants au 31 décembre

## Personnalités
- Le journaliste René Haquin (1941-2006) y est mort et y est inhumé.